# Kněžpole (Jiříkov)
Kněžpole (1869–1880 Knězpole, 1890–1900 Knížpole; německy Herzogsdorf, dříve také Herzogswald, Grünhof či Gründorf) je malá vesnice, část obce Jiříkov v okrese Bruntál. Nachází se asi 2,5 km na východ od Jiříkova. Kněžpole mělo ve znaku kříž.  Prochází zde silnice II/445.
Kněžpole je také název katastrálního území o rozloze 3,55 km2.

## Vývoj počtu obyvatel
Počet obyvatel Kněžpole podle sčítání nebo jiných úředních záznamů:
| Rok            | 1869 | 1880 | 1890 | 1900 | 1910 | 1921 | 1930 | 1950 | 1961 | 1970 | 1980 | 1991 | 2001 |
| -------------- | ---- | ---- | ---- | ---- | ---- | ---- | ---- | ---- | ---- | ---- | ---- | ---- | ---- |
| Počet obyvatel | 365  | 393  | 381  | 365  | 311  | 296  | 304  | 117  | 129  | 43   | 29   | 19   | 18   |

1. ↑  z toho: 0 Čechoslováků, 303 Němců; 302 řím. kat., 1 evang.

V Kněžpoli je evidováno 29 adres : 24 čísel popisných (trvalé objekty) a 5 čísel evidenčních (dočasné či rekreační objekty). Při sčítání lidu roku 2001 zde bylo napočteno 25 domů, z toho 8 trvale obydlených.

## Pamětihodnosti
- kostel svatého Jana Křtitele